# Contarinia tritici
Espèce
Contarinia tritici (la cécidomyie des fleurs du blé ou cécidomyie jaune du blé) est une espèce d'insectes diptères nématocères de la famille des Cecidomyiidae, d'origine eurasiatique.
Cet insecte est une cécidomyie inféodée aux plantes de la famille des Poaceae. C'est un ravageur sporadique de certaines céréales cultivées, en particulier le blé, l'orge, l'avoine et le seigle.
Les dégâts sont causés par les larves qui se développent dans les fleurs, empêchant la formation des graines ou dégradant leur qualité.

## Synonymes
Selon catalogue of Life :
- Tipula tritici Kirby, 1798
- Contarinia bayeri Vimmer, 1936
- Contarinia venturii Vimmer, 1936

## Distribution
L'aire de répartition de Contarinia tritici comprend la quasi-totalité de l'Europe, la Russie, y compris la Sibérie et la région du Caucase, le Japon et la Chine.
L'espèce a été introduite en Amérique du Nord au début du XIXe siècle.